# Frankhyttan

Frankhyttan är en by och hyttplats i Tunabergs socken i Nyköpings kommun i Södermanlands län.
Frankhyttan bestod ursprungligen av två gårdar, Övergården där hyttan låg och Nedergården. Vid Övergården finns en bevarad putsad mangårdsbyggnad uppförd 1859. Vid Nedergården fanns arbetarbostäderna, där finns ännu en parstuga, två enkelstugor samt en bod från 1800-talet, samt en ladugård och loge från omkring 1900.